# Colegio y Liceo Santa María
Colegio y Liceo Santa María Hermanos Maristas es un colegio católico y privado de Uruguay. Se encuentra ubicado sobre la Avenida 8 de Octubre 2966, en el barrio de La Blanqueada, Montevideo. Fundado en 1934, es el primer colegio Marista del Uruguay. Imparte educación inicial, educación primaria y secundaria.

## Historia
En los años treinta llegaron a Uruguay un grupo de hermanos discípulos de Marcelino Champagnat con la intención de crear una institución educativa, religiosa y enfocada en los valores de la Familia Marista. Es en 1934 cuando en las inmediaciones de la Iglesia de Nuestra Señora de los Dolores Tierra Santa en La Blanqueada abre las puertas el primer colegio marista de Uruguay. Posteriormente en 1939, el colegio se traslada a una nueva ubicación, la cual hubiera sido residencia del Presidente de la República Juan Campisteguy sobre la Avenida 8 de Octubre.
Dicha construcción, sería posteriormente ampliada, donde se construyeron nuevas aulas, patios, una capilla y su biblioteca. Por otra parte se adquirió en las afuera de Montevideo, sobre el kilómetro 16 de la Ruta 8 un predio para el descanso de los miembros de la comunidad, así como el esparcimiento y deporte de sus alumnos. 
En sus inicios se caracterizó por impartir solamente educación masculina, para en los años sesenta convertirse en un colegio mixto. Con el paso del tiempo, los hermanos Maristas abrirían otras instituciones religiosas en el país, como el Colegio Zorrila de Punta Carretas y el Colegio San Luis de Pando y de Durazno.
En 3 de octubre de 2015 el colegio fue sede del Congreso Nacional de Ministros Laicales en Montevideo.

## Actualidad
En la actualidad, forma parte de la Provincia Marista Cruz del Sur, conformada por instituciones de Argentina, Paraguay y Uruguay. Sus colores institucionales son azul y blanco, e imparte educación inicial, educación primaria y secundaria

## Alumnos destacados
Entre sus alumnos destacados se encuentran: Eleuterio Fernández Huidobro, Miguel Ángel Campodónico, Sebastián Bednarik, Jaime Rafael Fuentes.
También Rodolfo Wirz, Padre Cacho, Gerardo Caetano, José Pedro Rilla, Miguel Ángel Campodónico, Gustavo Nocetti, Diego Fischer, Adolfo Barán, Hebert Revetria, Sergio Abreu, Gustavo Poyet, Martín Vázquez, Magela Ferrero, Óscar Ferro, Florencia Flanagan .[cita requerida]